# پادیویتاولا
پادیویتاولا (به لاتین: Padiwitawela) یک منطقهٔ مسکونی در سری‌لانکا است که در استان مرکزی (سری‌لانکا) واقع شده‌است.